# Champs du châtiment
 (décembre 2019).
Si vous disposez d'ouvrages ou d'articles de référence ou si vous connaissez des sites web de qualité traitant du thème abordé ici, merci de compléter l'article en donnant les références utiles à sa vérifiabilité et en les liant à la section « Notes et références ».
Les Champs du châtiment sont une partie des Enfers grecs. C'est à cet endroit que les criminels et les menteurs recevaient leur châtiment après la mort.
Après avoir franchi le Styx, les âmes comparaissaient devant les juges des Enfers, qui étaient Rhadamanthe, Éaque et Minos. S'ils avaient commis de mauvaises actions durant leur vie, les âmes étaient condamnées aux Champs du châtiment, où ils étaient condamnés aux pires tortures pour l'éternité. Selon certains auteurs, les plus grands criminels sont regroupés dans une région spécifique, le Tartare.

## Supplices des plus grands criminels
Les plus grands criminels recevaient aux Enfers des supplices et tortures terribles. Les plus célèbres d'entre eux furent Tantale, Sisyphe, Ixion, Prométhée ou encore les Danaïdes
Tantale aurait fait manger aux Dieux les membres de son propre fils, mais les versions divergent sur la nature exacte de son crime. Son supplice fut d'être assoiffé dans un cours d'eau dont le niveau baisse dès qu'il tente de boire, et d'être affamé en dessous d'arbres aux fruits juteux se dérobant dès qu'il tend la main pour en cueillir un.
Sisyphe, simple mortel, "voulant se faire passer pour un dieu, il imitait le bruit du tonnerre en poussant un chariot sur un pont d'airain et en lançant sur quelques malheureux des torches allumées". Malgré tout, plusieurs autres raisons pourraient être à l'origine de sa punition. Celle-ci fut de faire rouler une grosse pierre jusqu'au sommet d'une montagne, mais à chaque fois qu'il arrive à la fin de son supplice, le rocher retombe, et il est obligé de recommencer son travail sans fin.
Prométhée, pour avoir donné le feu aux hommes et avoir trompé Zeus au profit des hommes, fut attaché à un rocher et chaque jour un aigle vient lui dévorer le foie et chaque nuit son foie se restaure entièrement afin que son supplice puisse durer éternellement.
Ixion, pour avoir tué son beau-père et tenté de séduire la déesse Héra, fut attaché par les quatre membres à une roue enflammée entourée de serpents qui tournait sans jamais s’arrêter.
Les Danaïdes étaient cinquante sœurs. La nuit de leurs noces, toutes (sauf une) tuèrent leurs époux. Pour expier leur crime, elles doivent emplir sans cesse un tonneau qui est troué.